# Olivia Grace Di Bacco
Olivia Grace Di Bacco (Orillia, 1992. augusztus 4. –) kanadai női szabadfogású birkózó. A 2018-as birkózó-világbajnokságon a női szabadfogás 68 kg-os súlycsoportjában ötödik lett. A 2017-es Pánamerikai Bajnokságon aranyérmet szerzett női szabadfogásban, 63 kg-os súlycsoportban.

## Sportpályafutása
A 2018-as birkózó-világbajnokságon a 68 kg-osok súlycsoportjában a bronzmérkőzés során az amerikai Tamyra Mariama Mensah volt az ellenfele. A mérkőzést 7–4-re nyerte.